# Henry Keith Townes, Jr.
Henry Keith Townes, Jr., född 20 januari 1913 i Greenville, South Carolina, död 2 maj 1990, var en amerikansk entomolog.
Townes är främst känd för sitt arbete om steklarnas systematik, främst inom familjen brokparasitsteklar. Han började studera redan som 16-åring vid Furman University och examinerades 1933 med Bachelor of Science i biologi och Bachelor of Arts i språk. 1937 blev han filosofie doktor vid Cornell University.
Han påbörjade sin samling av steklar omkring 1933, den finns sedan 1985 hos American Entomological Institute i Gainesville, Florida och består av 935 000 prover varav 571 000 brokparasitsteklar.
Auktorsnamnet Henry Keith Townes, Jr. kan användas för Henry Keith Townes, Jr. i samband med ett vetenskapligt namn inom zoologin; se Wikipedia-artiklar som länkar till auktorsnamnet.